# 江戸忠重
江戸 忠重（えど ただしげ）は、鎌倉時代の武将。武蔵江戸氏3代当主。

## 略歴
江戸重長の子として誕生。忠重は元久2年（1205年）の畠山重忠の乱で幕府方として参加した。承久3年（1221年）の承久の乱に従軍し、宇治川の戦いにおいて戦死したと記されている。しかし、ほかの系図ではこの記載はない。
忠重以降の武蔵江戸氏の系図は混乱して信用できるものがなくなるため、忠重でいったん江戸氏が絶え、庶流へ家督が移った可能性が指摘されている（『秩父平氏の盛衰』）。